# Sh2-22
Sh2-22 (nota anche come RCW 144) è una grande nebulosa a emissione visibile nella costellazione del Sagittario.
Si individua sul bordo occidentale della costellazione, a breve distanza dalla brillante Nebulosa Laguna; si estende per circa un grado e circonda la stella 63 Ophiuchi. Il periodo più indicato per la sua osservazione nel cielo serale ricade fra giugno e novembre; trovandosi a declinazioni moderatamente australi, la sua osservazione è facilitata dall'emisfero australe.
Si tratta di un'estesa nebulosa ad anello che si sviluppa attorno a 63 Ophiuchi (HD 162978), una gigante blu di classe spettrale O8III e una magnitudine apparente pari a 6,19; questa stella si trova sul bordo di un'estesa associazione OB, nota come Sagittarius OB1, legata alla Nebulosa Laguna e il cui centro si trova a circa 1400 parsec. Si è ipotizzato che questa grande struttura nebulosa possa essere dovuta all'azione combinata della radiazione, del vento stellare e dell'eventuale esplosione come supernova di alcuni membri dell'associazione Sagittarius OB1. Una nube con simili caratteristiche è Sh2-119, nel Cigno, che circonda la stella 68 Cygni, anch'essa di classe spettrale O.